# Bandeira da Tasmânia
A Bandeira da Tasmânia é um dos símbolos oficiais do Estado da Tasmânia, uma subdivisão da Austrália. A atual versão foi oficialmente adotada após proclamação pelo Governador Colonial da Tasmânia, Frederick Aloysius Solda em 25 de setembro de 1876, e publicada pela primeira vez na Tasmanian Gazette do mesmo dia.
Na ocasião da proclamação três bandeiras foram oficializadas: a bandeira do governador, a bandeira naval do Governo da Tasmânia e a bandeira mercante. Até 1856, quando  foi concedido o status de autogoverno, a bandeira da União e os estandartes britânicos  foram utilizados principalmente em ocasiões estado.

## Construção
Seu desenho consiste em um retângulo com proporção largura-comprimento de 1:2 baseado no Pavilhão Britânico Azul com o símbolo do estado no campo azul. O símbolo consiste em um disco branco com um leão vermelho passante no centro. Não há registro oficial de como o leão passou a ser incluído na bandeira. A data de origem da figura é desconhecida, mas presume-se que o leão vermelho represente a ligação com a Inglaterra. Esta bandeira se manteve quase inalterada desde 1875, com apenas uma ligeira alteração do estilo do leão quando a bandeira foi oficialmente aprovada pelo governo em 1975, embora esta oficialização tenha sido um erro, uma vez que já tinha sido oficialmente adotada pelo governo colonial em 1876.
Ao contrário da bandeira nacional australiana, a bandeira da Tasmânia não está consagrada e protegida por atos de estado ou de governo da Comunidade Australiana. Como resultado, não há nenhum requisito legal para a construção do pavilhão da Tasmânia. No entanto tradição dita que deve ser:
- A Union Jack ocupando a quarta parte superior esquerda;
- Deve ser totalmente azul, em consonância com o Pavilhão Britânico Azul;
- O emblema do Estado, deve ser situada no seu centro a meio caminho entre a borda do cantão e do final da bandeira, e um terço da distância do fundo do pavilhão;

Para as cores da bandeira, embora não estejam especificadas por lei, são usadas as mesmas especificações Pantone da australiana. O manual de estilo do Governo australiano para autores, editores e impressoras também dá as especificações CMYK e RGB para a representação da bandeira em versão impressa e na tela, respectivamente.
| Scheme    | Azul              | Vermelho          | Branco                |
| --------- | ----------------- | ----------------- | --------------------- |
| Pantone   | 280 C             | 185 C             | Safe                  |
| RGB (Hex) | 0-0-139 (#00008B) | 255-0-0 (#FF0000) | 255-255-255 (#FFFFFF) |
| CMYK      | 100%-80%-0%-0%    | 0%-100%-100%-0%   | 0%-0%-0%-0%           |

## História
Após o estabelecimento de uma colônia britânica permanente na Tasmânia (então chamada Terra de Van Diemen), em 8 de setembro de 1803  a bandeira do reino Unido (ou Bandeira da União) foi oficialmente utilizado para representar a posse do soberano britânico sobre as ilhas da Tasmânia. Tasmânia foi concedida responsável auto-governo, em 1856, a colônia, mas não recebeu a sua própria bandeira até que a Rainha Victoria propôs, em 7 de agosto de 1869, que a colônia da Tasmânia (e as outras colônias australianas), deveriam adotar um Pavilhão Britânico Azul com o distintivo do Estado no centro.
O primeiro local pavilhão foi adotado pela proclamação do Governador Colonial para a Tasmânia Frederick Aloysius Solda em 9 de novembro de 1875. A bandeira tinha uma cruz branca sobre um campo azul, no cantão a bandeira da União, e no centro da área azul cinco estrelas de cinco pontas formando o Cruzeiro do Sul. Pavilhão Britânico Azul e Pavilhão Britânico Vermelho (para uso, respectivamente, pelos governos e por aqueles navios de propriedade privada) deveriam portar uma cruz branca. Ao voar no final de cada pavilhão um Cruzeiro do Sul estava a ser formada por brancos estrelas acrescentadas acima e abaixo do braço horizontal da cruz. Duas semanas mais tarde, em 23 de novembro, os pavilhões foram oficialmente abandonada porque Herbert Henry, 4 º Conde de Carnarvon, o secretário de Estado das Colônias, em Londres deixou claro que apenas um único símbolo poderia ser colocada na bandeira, tal como definido pela regra do Almirantado Britânico.
Um ano mais tarde, o governo da Tasmânia decidiu, com a aprovação do Almirantado Britânico, que o símbolo para a colônia seria um leão vermelho sobre um disco branco. Originalmente, o leão era para ser ouro na cor, acima de uma base dourada, que no novo pavilhão foi omitida em favor da versão vermelha mais tradicional. Um Pavilhão Britânico Azul com o emblema foi usado nos navios do governo, enquanto as embarcações privadas usavam o Pavilhão Britânico Vermelho. Após a Tasmânia se tornar um Estado em 1 de janeiro de 1901, o Pavilhão Azul raramente foi utilizado, e foi reservado para fins oficiais. A maioria dos navios em breve preferiam usar o Pavilhão Vermelho.
Em 3 de dezembro de 1975, com uma proclamação governamental feita pelo governador Stanley Burbury, e aprovada pelo Premier Bill Neilson foram estabelecido a oficialização da bandeira, embora tecnicamente já tinham sido "oficialmente" adotada em 1876. Desde essa altura tem sido aceitável o uso da bandeira por particulares, embora seja raro vê-los a fazê-lo.

### Bandeira do Governador

Bandeira do Governador. Proporção: 1:2.

O governador da Tasmânia, sendo o representante da Chefe de Estado, a Rainha da Austrália, possui uma bandeira oficialmente concedida para uso em todas as ocasiões oficiais. É idêntico em termos de desenho e construção da bandeira da Tasmânia, exceto pela existência de uma coroa de São Eduardo (St. Edward's Crown) acima do emblema para representar o poder vice-regencial. Quando o governador da Tasmânia está presente na Govern House a bandeira tremula sobre o telhado, além de também ser utilizado no carro. O governador da Tasmânia a bandeira foi oficialmente adotada em fevereiro de 1977 por um ato do Parlamento da Tasmânia.

## Propostas alternativas
A bandeira da Tasmânia sempre foi muito popular, e, como tal, alterações na bandeira tem sido debatida menos do que em outras partes do país. Os tasmanianos possuem historicamente uma forte ligação com o Reino Unido, e muitas vezes são orgulhosos de que a sua bandeira tradicional retrate um vínculo com a Inglaterra.
Apesar disso, em 18 de novembro de 1987 o Senador Bob Brown, em seguida, um membro da Casa da Assembleia Tasmanian no Parlamento da Tasmânia, apelou para a mudança de bandeira, afirmando:
| “ | O Tilacino deve substituir o leão vermelho da bandeira da Tasmânia. Não há nada sobre a Tasmânia na bandeira. O projeto pode ter sido relevante para a colônia, mas é irrelevante para a Tasmânia em 1987. Os leões nunca estiveram aqui além dos circos. A decisão do Governo de manter o leão está fora de sintonia com os tempos - especialmente quando o Estado está fazendo desta sua única imagem para o resto do mundo e pretende dar a Tasmânia destaque na promoção turística. | ” |

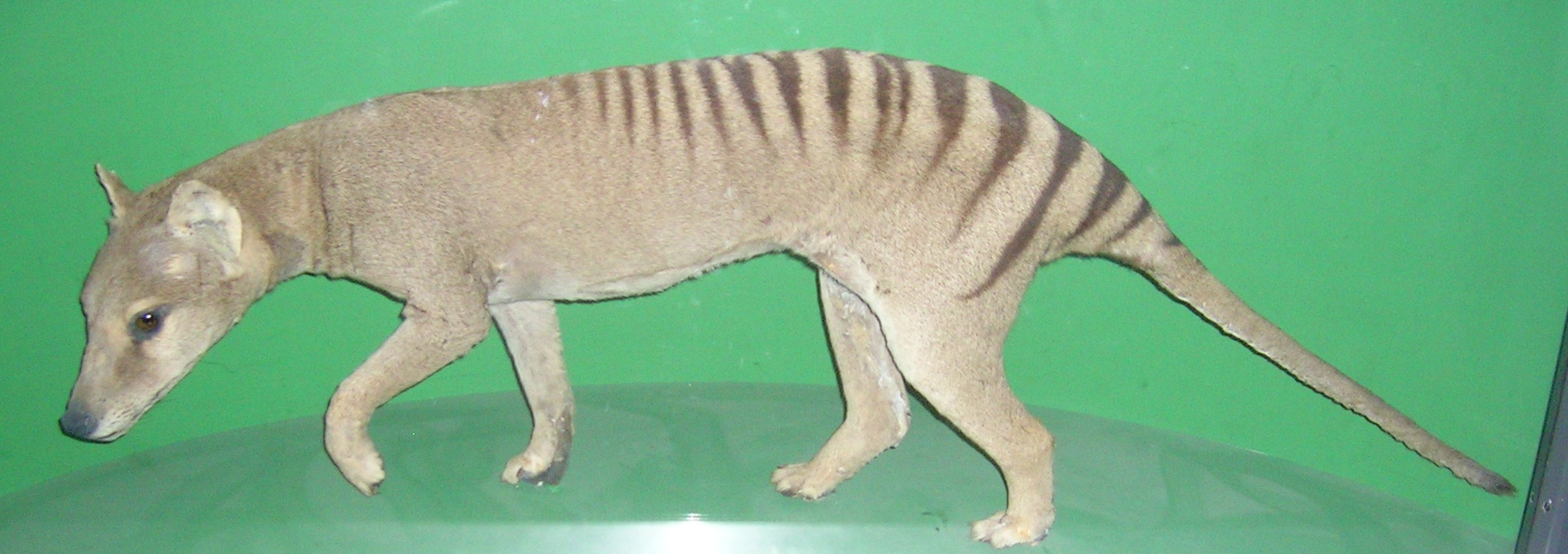
Tilacino empalhado no Museu de Oslo

Apesar disto, não houve nenhuma outra ação para mudar a bandeira. De facto a chamada do Dr. Brown levou a um recuo, com Reg Watson, o agente de Relações Públicas da Associação Bandeira Nacional da Austrália (TAS) apelando para um ato do Parlamento para impedir que a bandeira fosse alterada sem o consentimento das pessoas através de um referendo  [12].

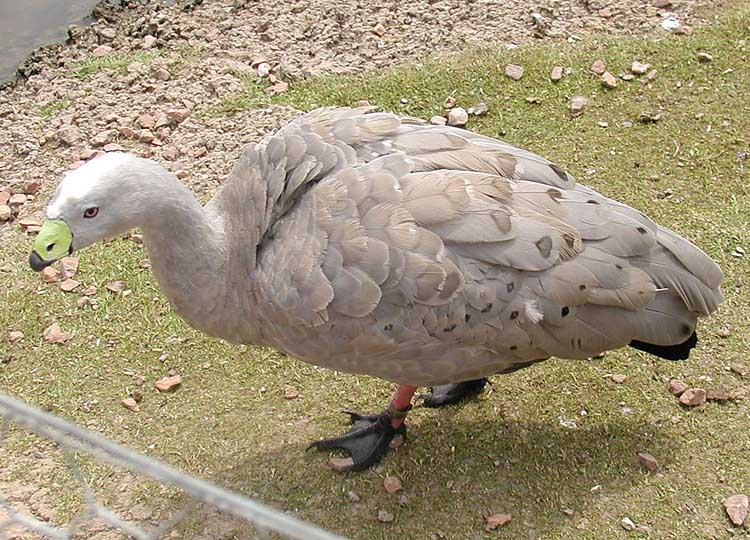
Cereopsis novaehollandiae

Outra proposta para mudar a bandeira foi feita, em 1992, pelo Estado Liberal, Bob Mainwaring. Ele apelou para que fosse substituído por um ganso Cape Barren (Cereopsis novaehollandiae), como mais um símbolo reconhecidamente local  [13].
Mais recentemente, tem sido vigorosamente debatido pela Ausflag a retirada do simbolismo britânico de todos os símbolos oficiais tanto a nível nacional quanto estadual. Outras organizações, tais como a Associação Nacional da Bandeira Australiana que se opõe a esta opinião. O debate sobre a bandeira australiana é freqüentemente associado com o Republicanismo na Austrália e o Movimento Republicano Australiano, mas os dois não são mutuamente exclusivas. Algumas pessoas querem que a bandeira seja alterada sem uma mudança de sistema de governo.
Uma sugestão foi a de alterar o pavilhão em uma concepção alternativa que não apresentam a bandeira da União no cantão, mas é muito mais semelhante às territoriais que apresentam um cruzeiro do sul, em todo o lado esquerdo, e um símbolo localizado do lado direito. Uma proposta de desenho feita por por Brendon Jones, destaque , sugeriu um mapa verde da Tasmânia, em uma campo branco, com o cruzeiro do sul, à esquerda em branco, sobre um fundo vermelho.
Em 24 de setembro de 1996, um membro independente do Casa da Assembleia da Tasmânia, Bruce Goodluck criou um movimento que deve ler-se:
| “ | Que o Governo introduza uma legislação para garantir que a Bandeira da Tasmânia não possa ser alterada sem a aprovação em um referendo ou plebiscito. Isto significa que nenhum político, nenhum partido político e nenhum grupo de interesse especial serão capazes de adulterar a concepção do nosso pavilhão estadual. | ” |

A moção foi aprovada por ambas os partidos Liberal e do Trabalhista, ou seja, a atual bandeira continuará a ser o símbolo vexicológico da Tasmânia para o futuro previsível.

## Simbolismo
A bandeira da Tasmânia tem dois símbolos distintos, a Bandeira da União (também conhecida como a Union Jack), e o emblema Distintivo do Estado da Tasmânia. Tal como acontece com a bandeira da Austrália, a bandeira da União é pensado localmente para simbolizar a história da Austrália como seis colónias britânicas, e dos princípios em que assenta a Federação australiana, Australian Flag sociedade  [8], embora uma visão histórica mais vê a sua inclusão no projeto como demonstrando lealdade ao Império Britânico.
- O Pavilhão Britânico é usado na bandeira de vários países da Commonwealth, inclusive a da própria Bandeira da Austrália, como símbolo dos laços com o Reino Unido;
- O leão vermelho é um símbolo tradicional da Inglaterra.